# Serravalle (cognome)
Serravalle è un cognome di lingua italiana.

## Varianti
Il cognome non presenta varianti.

## Origine e diffusione
Cognome decisamente raro, ha due ceppi, uno ligure nel genovese e uno in Calabria.
Potrebbe derivare da toponimi quali Serravalle in provincia della Spezia.
In Italia conta circa 269 presenze.

## Persone
- Giuseppe Pochettini di Serravalle (1778-1846) – politico italiano
- Antonino Grimaldi di Serravalle (XIX-XX secolo) – politico e militare italiano